# 莎拉·貝荷欣
莎拉·貝荷欣（1994年9月18日—）是一名阿爾及利亞排球運動員，曾代表國家參加2012年倫敦奧運的女子排球比賽，並未獲得獎牌。